# Saint-Germain-des-Essourts
Saint-Germain-des-Essourts és un municipi francès situat al departament del Sena Marítim i a la regió de Normandia. L'any 2007 tenia 363 habitants.

## Demografia

### Població
El 2007 la població de fet de Saint-Germain-des-Essourts era de 363 persones. Hi havia 134 famílies de les quals 20 eren unipersonals (8 homes vivint sols i 12 dones vivint soles), 47 parelles sense fills, 55 parelles amb fills i 12 famílies monoparentals amb fills.
La població ha evolucionat segons el següent gràfic:
Habitants censats

### Habitatges
El 2007 hi havia 147 habitatges, 130 eren l'habitatge principal de la família, 13 eren segones residències i 4 estaven desocupats. Tots els 145 habitatges eren cases. Dels 130 habitatges principals, 116 estaven ocupats pels seus propietaris i 14 estaven llogats i ocupats pels llogaters; 2 tenien dues cambres, 15 en tenien tres, 37 en tenien quatre i 76 en tenien cinc o més. 122 habitatges disposaven pel capbaix d'una plaça de pàrquing. A 62 habitatges hi havia un automòbil i a 63 n'hi havia dos o més.

### Piràmide de població
La piràmide de població per edats i sexe el 2009 era:
| Homes | Edats   | Dones |
| ----- | ------- | ----- |
| 0     | 95 o +  | 0     |
| 0     | 90 a 94 | 0     |
| 0     | 85 a 89 | 0     |
| 4     | 80 a 84 | 0     |
| 8     | 75 a 79 | 8     |
| 8     | 70 a 74 | 8     |
| 12    | 65 a 69 | 4     |
| 0     | 60 a 64 | 8     |
| 8     | 55 a 59 | 4     |
| 12    | 50 a 54 | 4     |
| 12    | 45 a 49 | 16    |
| 12    | 40 a 44 | 8     |
| 16    | 35 a 39 | 16    |
| 12    | 30 a 34 | 28    |
| 8     | 25 a 29 | 8     |
| 4     | 20 a 24 | 4     |
| 16    | 15 a 19 | 8     |
| 20    | 10 a 14 | 20    |
| 24    | 5 a 9   | 24    |
| 12    | 0 a 4   | 12    |

## Economia
El 2007 la població en edat de treballar era de 233 persones, 168 eren actives i 65 eren inactives. De les 168 persones actives 157 estaven ocupades (90 homes i 67 dones) i 11 estaven aturades (8 homes i 3 dones). De les 65 persones inactives 20 estaven jubilades, 21 estaven estudiant i 24 estaven classificades com a «altres inactius».

### Ingressos
El 2009 a Saint-Germain-des-Essourts hi havia 145 unitats fiscals que integraven 414 persones, la mediana anual d'ingressos fiscals per persona era de 19.233 €.

### Activitats econòmiques
Dels 8 establiments que hi havia el 2007, 1 era d'una empresa extractiva, 1 d'una empresa de fabricació d'altres productes industrials, 4 d'empreses de construcció, 1 d'una empresa immobiliària i 1 d'una empresa classificada com a «altres activitats de serveis».
Dels 5 establiments de servei als particulars que hi havia el 2009, 1 era un taller de reparació d'automòbils i de material agrícola, 1 lampisteria, 2 electricistes i 1 perruqueria.
L'any 2000 a Saint-Germain-des-Essourts hi havia 15 explotacions agrícoles que ocupaven un total de 752 hectàrees.

## Equipaments sanitaris i escolars
El 2009 hi havia una escola maternal integrada dins d'un grup escolar amb les comunes properes formant una escola dispersa.

## Poblacions més properes
El següent diagrama mostra les poblacions més properes.